# 阿內特·康塔薇特
阿內特·康塔薇特（愛沙尼亞語發音：[aˈnetː ˈkon.taˈveit]；1995年12月24日—）是愛沙尼亞职业网球女运动员，2010年轉職業。於2022年6月達到了WTA單打排名第二名，成為了愛沙尼亞歷史上擁有最高排名的球員，拿下過6座WTA巡迴賽單打冠軍，並且於2021年成為首位參加WTA年終賽的成員。她的雙打成績最高為世界排名95名。

## 技術風格
康塔薇特擅長攻擊底線，並利用不同類型的落地擊球迫使對手難以回擊，因此會出現大量的致勝球及非受迫性失誤，一旦取得主動權，會利用正手拍及雙手反拍擊出高速且深遠的底線球。另一方面，當陷入被動防守局面時，會選擇利用削球來放慢節奏，以調整自己的佔位並重新進攻。她的發球時速高達175km/h，同時也鮮少出現雙發失誤。
雖然她被視為底線型的選手，但倚靠自身的雙打經驗，有時也會選擇上網去積極攻擊。在防守方面得益於身高優勢、體力及不俗的加速能力，可以利用快速的縱向移動來反擊對手。

## 生涯統計
指引：
| W | F | SF | QF | #R | RR | LQ (Q#) | A | P | Z# | PO | SF-B | F-S | G | NMS | NH | NQ |

W：冠軍；F：亞軍；SF：四強；QF：八強；#R：前四輪；RR：小組賽；LQ：止步資格賽；A：缺席；P：比赛延期；Z#：戴维斯杯/联合会杯组别赛（#表示级别）；PO：參與戴維斯盃/联合会杯附加赛；SF-B：奧運會銅牌；F-S：奧運會銀牌；G：奧運會金牌；NMS：非ATP1000大師賽系列；NH：該賽事本年度未舉行；NQ：未入圍。

#### 大滿貫單打成績
| 大滿貫賽事       | 2013 | 2014 | 2015 | 2016 | 2017 | 2018 | 2019 | 2020 | 2021 | 2022 | SR     | W–L   | Win% |
| ---------------- | ---- | ---- | ---- | ---- | ---- | ---- | ---- | ---- | ---- | ---- | ------ | ----- | ---- |
| 澳洲網球公開賽   | A    | A    | Q2   | 1R   | 1R   | 4R   | 2R   | QF   | 3R   | 2R   | 0 / 7  | 11–7  | 61%  |
| 法國網球公開賽   | A    | Q3   | Q2   | 1R   | 2R   | 4R   | 1R   | 1R   | 3R   | 1R   | 0 / 7  | 6–7   | 46%  |
| 溫布頓網球錦標賽 | A    | 1R   | 1R   | 1R   | 3R   | 3R   | 3R   | NH   | 1R   | 2R   | 0 / 8  | 7–8   | 47%  |
| 美國網球公開賽   | A    | A    | 4R   | 1R   | 1R   | 1R   | 3R   | 4R   | 3R   | 2R   | 0 / 8  | 12–8  | 60%  |
| 勝場-負場        | 0–0  | 0–1  | 3–2  | 0–4  | 3–4  | 8–4  | 5–3  | 7–3  | 6–4  | 3–4  | 0 / 30 | 36–30 | 55%  |

## 外部連結
- 阿內特·康塔薇特的国际女子网球协会官方資料（英文）
- 阿內特·康塔薇特的國際網球總會 職業／青少年 官方資料（英文）
- Fed Cup - Player profile - Anett Kontaveit (EST) （页面存档备份，存于）